# دیتر شاتزشنایدر
دیتر شاتزشنایدر (انگلیسی: Dieter Schatzschneider؛ زادهٔ ۲۶ آوریل ۱۹۵۸) بازیکن فوتبال اهل آلمان است.
از باشگاه‌هایی که در آن بازی کرده‌است می‌توان به باشگاه فوتبال آگسبورگ، باشگاه فوتبال هانوفر ۹۶، باشگاه فوتبال شالکه ۰۴، باشگاه فوتبال هامبورگ، باشگاه فوتبال گراتس، و باشگاه فوتبال اس‌سی فورتونا کلن اشاره کرد.
وی همچنین در تیم‌های ملی فوتبال زیر ۲۱ سال آلمان و زیر ۲۳ سال آلمان بازی کرده‌است.